# Warner Records
La Warner Records (in precedenza Warner Bros. Records) è un'etichetta discografica statunitense. Con l'Elektra Records e l'Atlantic Records faceva parte del gruppo WEA (dalle iniziali delle tre etichette), ora Warner Music Group.